# 도키와촌 (아키타현)
도키와촌(常盤村)은 아키타현 야마모토군에 있던 정이다. 현재 노시로시 북부, 요니시로강 우안 및 도키와강 유역에 해당한다.

## 역사
- 1889년 4월 1일 - 정촌제 시행에 의해 5촌의 구역으로 성립하였다.
- 1955년 4월 1일 - 노시로시에 편입해 동일 도키와촌은 폐지되었다.